# البعثة الإسبانية إلى بالانغوينغوي
كانت بعثة بالانغوينغوي لعام 1848 حملة برمائية نظمها الحاكم العام، نارسيسو كلافرياي زالدوا، للاستيلاء على جزيرة بالانغوينغوي في أرخبيل السولو، وأخذها من أيدي قراصنة المورو، الذين كانوا يستخدمونها كقاعدة لأنشطة القرصنة خاصتهم.
أبحرت البعثة، التي تكونت من 19 سفينة حربية بأحجام مختلفة تحت قيادة خوسيه رويز دي أبوداكا من مدينة مانيلا، وانضمت إليها قوات إضافية في ديتان وزامبوانغا، ووصلت إلى بالانغوينغوي في 12 فبراير. دوفع عن الجزيرة بأربع حصون. بعد الرسو بالقرب من أحد هذه الحصون، نجح قصف بحري وعملية هجوم في الاستيلاء على البناء. استولى الإسبان على الحصن الثاني والأكبر، بالإضافة إلى حصن ثانوي قريب، بعد ثلاثة أيام في هجوم دموي. في 21 فبراير، استولى على الحصن المتبقي بسهولة، وانتهت البعثة بعد ذلك بفترة وجيزة. كانت ضربة قوية للقراصنة، حيث نجح الإسبان في الاستيلاء على أربعة حصون وعدة قرى، وأحرقوها جميعها، إلى جانب أكثر من 150 زورقًا شراعيًا استخدمهم القراصنة. علاوة على ذلك، أُطلِقَ سراح نحو 550 أسيرًا خلال العملية.

## خلفية
بحلول منتصف القرن التاسع عشر، كان جنوب مينداناو وجنوب الفلبين بشكل عام  بمثابة ملاذ اعتيادي للقراصنة المسلمين، الذين دمروا سواحل الأرخبيل بحثًا عن الغنائم والسجناء الذين بيعوا لاحقًا في سوق جولو. اقترحت الحكومة الإسبانية القضاء على القراصنة. لتحقيق ذلك، أنطلقت العديد من البعثات ضد ملاذات القراصنة بدءًا من عام 1843. قاد إحدى البعثات الرئيسية الحاكم العام للمستعمرة الإسبانية، نارسيسو كلافرياي زالدوا، وذلك في أوائل عام 1848. نظم أسطولًا من 19 سفينة حربية في مانيلا تحت قيادة العميد خوسيه رويز دي أبوداكا، وقد شمل سفينتان بخاريتان وسكّونتان وثلاث سفن شراعية، بالإضافة إلى العديد من السفن الصغيرة التي شملت زوارق مدفعية وفلاليك. انطلقت ثلاث سرايا مشاة نظامية بقيادة المقدم أرييتا على متن هذه السفن في 27 يناير. حُمِّلت سريتان أخريان، وكتيبة بيف إيتر، ووحدة من الشرطة، ومفرزة مدفعية، وبعض المهندسين والعمال، في وقت لاحق. كانت الباخرة رينا دي كاستيلا هي سفينة القيادة في الأسطول. انضم إلى الأسطول العديد من الناقلات في ديتان، وفي 17 فبراير، أبحر الأسطول إلى قاعدة القراصنة الرئيسية في بالانغوينغوي. عُزِّزَ الأسطول في الطريق من قبل العديد من سفن الفينتا المحلية الفلبينية، بالإضافة إلى 150 من الفرقات المساعدة من زامبوانغا.
كانت بالانغوينغوي جزيرة صغيرة تبلغ مساحتها 6 أميال مربعة، ومغطاة بأشجار المانغروف والأدغال. كانت الأرض مستوية ومستنقعية لدرجة أنه عند ارتفاع المد، لا تتبقى أي أراض جافة سوى عدد قليل من الضفاف الرملية. وقفت أربعة حصون على تلك الضفاف الرملية، محاطة ببعض المنازل المبنية على ركائز متينة. قسمت قناة ضحلة الجزيرة إلى جزأين، وكانت منتشرة أيضًا في عدة فروع توغلت داخل الأرض، جاعلة بالانغوينغوي كمتاهة من المستنقعات. كانت الحصون معروفة بأسماء سيباك، وبالانغوينغوي، وصنغاب، وبوكوتينغول. كان أول اثنين هما الأكبر، وكانا يقعان عند طرف أكبر مصب. كانت جدرانها مبنية بجذوع الأشجار التي تراوح قطرها من 2 إلى 3 أقدام وارتفاعها من 18 إلى 20، وكانت معززة بواسطة أسوار وجسور حجرية.